# OUTAKES THE GOOD-BYE
『OUTAKES THE GOOD-BYE』（アウテイクス　ザ・グッバイ）は、1984年3月5日に発売された、THE GOOD-BYEの初の企画アルバム。

## 概要
1stアルバム『Hello! The Good-Bye』のリリース後に発売された、未発表曲を集めたカセットテープ2本組のみで発売された企画盤。野村義男ソロ名義の楽曲も含まれている。
その後、2004年9月22日に発売された『Hello! The Good-Bye』リマスター盤に本作の楽曲は全て収録されたが、「MAKING OF HELLO! THE GOOD-BYE」に収録されている“おしゃべり”は本作だけとなっている。

## 収録曲

### OUTAKES THE GOOD-BYE
- SIDE A

1. Misty Night
作詞・作曲：曾我泰久／編曲：THE GOOD-BYE
2. Bye-Bye Wedding - 野村義男
作詞：野村義男／作曲・編曲：渡辺敬之
3. OK! 決めたぜビーチ - 野村義男
作詞：橋本淳／作曲・編曲：後藤次利

- SIDE B

1. プールサイド・ビューティー - 野村義男
作詞：橋本淳／作曲：山本寛太郎／編曲：井上鑑
2. Summer Time ダンディー
作詞：橋本淳／作曲：山本寛太郎／編曲：井上鑑
3. 朝の光はおまえに - 野村義男
作詞・作曲・編曲：竹中尚人

### MAKING OF HELLO! THE GOOD-BYE
- SIDE A

1. Hello Goodbye (Long Ver.)
作詞・作曲：レノン＝マッカートニー／編曲：THE GOOD-BYE
2. Bye-Bye Wedding
作詞・作曲・編曲：THE GOOD-BYE

- SIDE B

1. 愛 See Tight (オケカラ Ver.）
作詞・作曲：野村義男／編曲：THE GOOD-BYE
2. グローイングアップ・デイズ(Normal Ver.)
作詞・作曲：曾我泰久／編曲：THE GOOD-BYE